# یوسف هور
یوسف هور فیلمی به کارگردانی  و نویسندگی علی اصغر شادروان ساختهٔ سال ۱۳۹۱ است.

## بازیگران
- آرش مجیدی
- سام میررضایی
- جمشید جهان زاده
- اکبر سنگی
- کاظم هژیرآزاد
- رضا فیاضی
- غلامرضا فرامرزیان
- یلدا قشقایی
- رز رضوی
- هومن عدالت